# Calcar
Calcar ou esporão é um termo botânico que designa um apêndice mais ou menos alongado existente em algumas flores cuja principal finalidade é auxiliar no mecanismo de polinização. O calcar pode ou não conter nectar.  Prolongamento oco, cónico, cilíndrico ou saciforme, invertido e fechado no ápice que se encontra na base de pétalas ou de sépalas livres (ex. Aquilegia) ou de corolas simpétalas (ex. Linaria).